# Phrynoidis juxtaspera
Phrynoidis juxtaspera es una especie de anuro de la familia Bufonidae.

## Distribución
Esta especie es endémica de Borneo y Sumatra, se localiza por debajo de 1600 m de altitud en Malasia, Indonesia y Brunéi.
Su hábitat natural son los bosques de tierras bajas húmedas subtropicales o tropicales.

## Publicación original
- Inger, 1964 : Two new species of frogs from Borneo. Fieldiana, Zoology, vol. 44, n. 20, p. 151-159 (texto integral).